# Großer Zirmet
Der Große Zirmet (Tordylium maximum L.) ist eine Pflanzenart aus der Gattung Zirmet (Tordylium L.) innerhalb der Familie der Doldenblütler (Apiaceae).

## Beschreibung

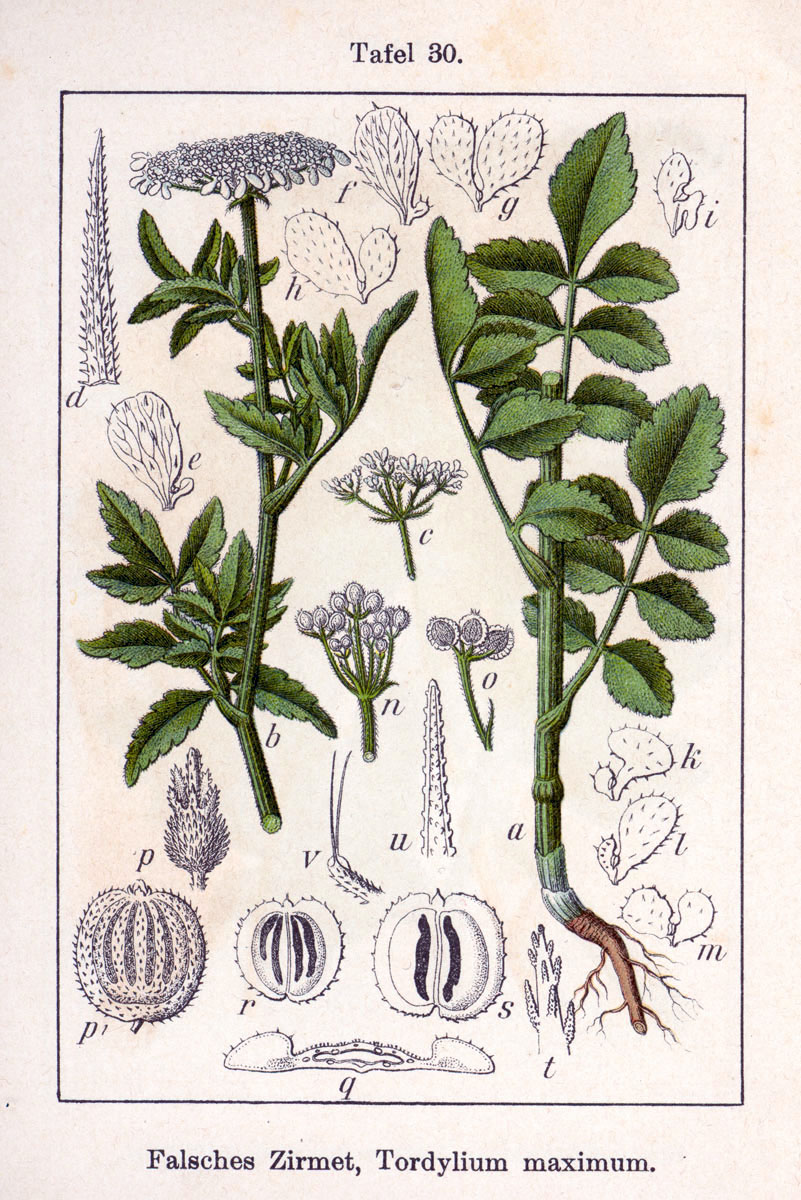
Illustration von Jacob Sturm

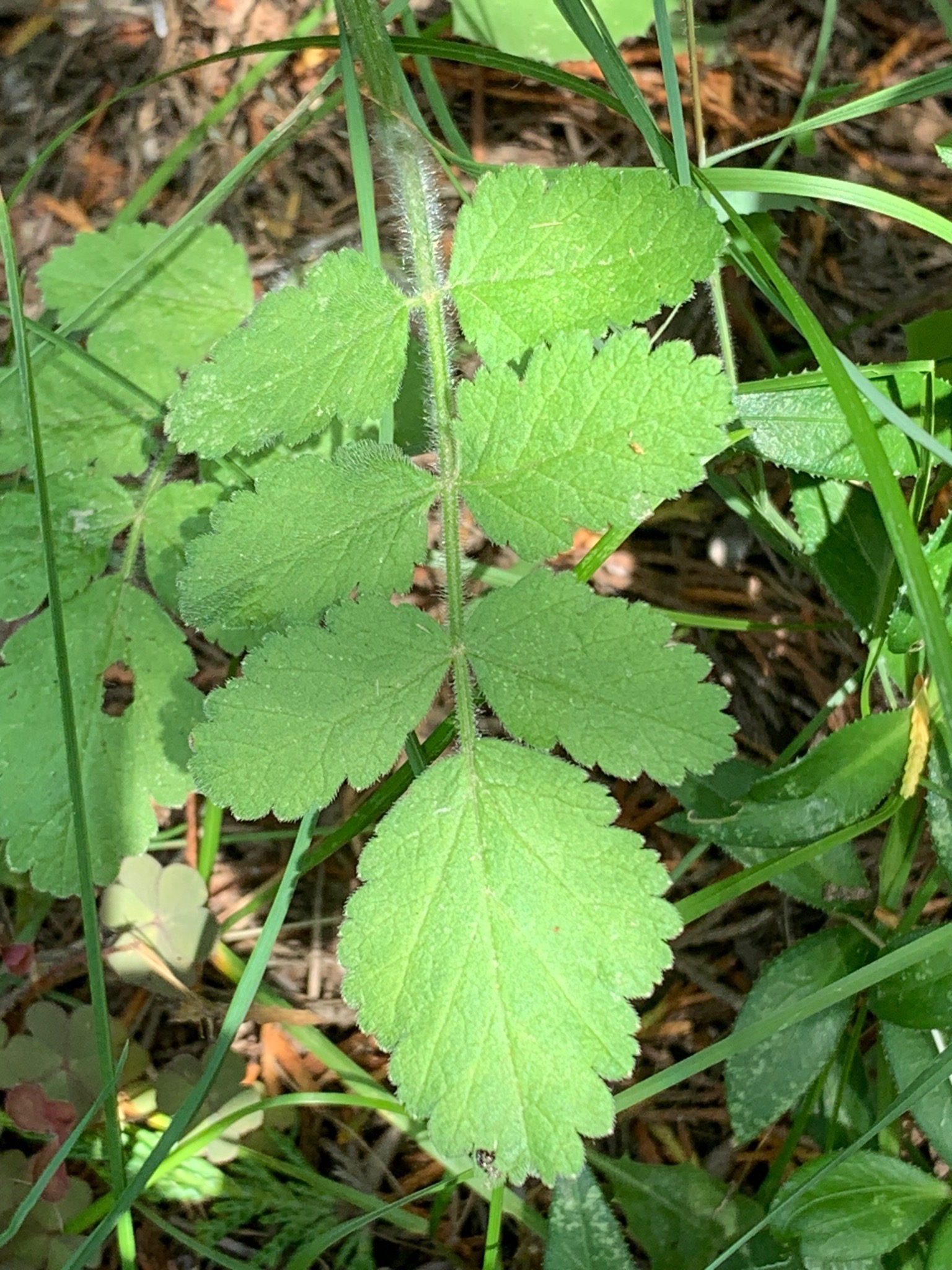
Unpaarig gefiedertes grundständiges Laubblatt

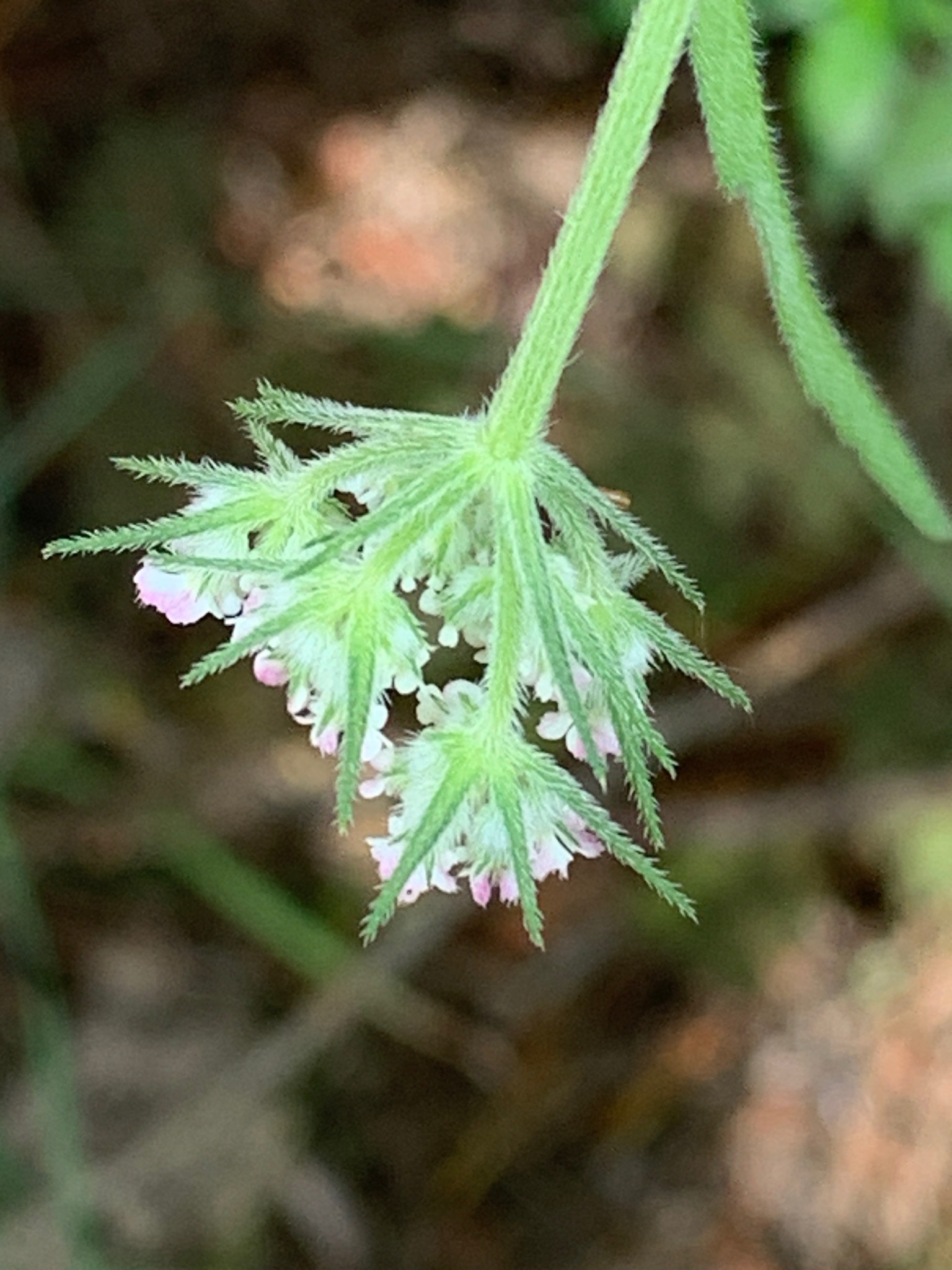
Dolde von unten gesehen

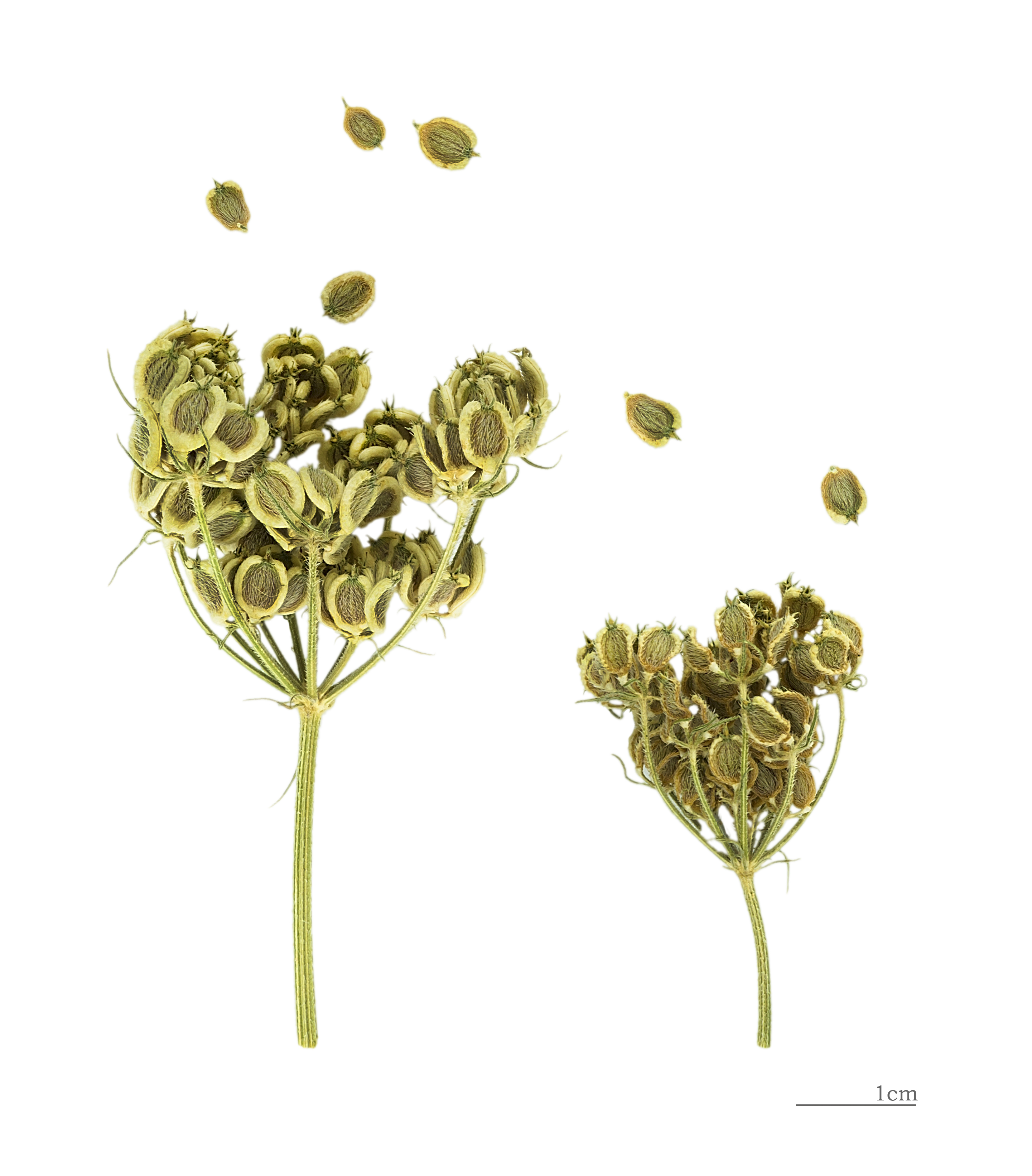
Fruchtstand mit Doppelachänen

### Vegetative Merkmale
Der Große Zirmet ist eine einjährige oder zweijährige krautige Pflanze, die Wuchshöhen von 30 bis meist 60 (bis 120) Zentimeter erreicht. Der kantig gefurchte Stängel ist aufrecht, rückwärts steif-behaart und von der Mitte an reichästig. Die Laubblätter sind mit zwei bis vier Fiederpaaren unpaarig gefiedert. Die Endfieder sind meist vergrößert. Die Fiederblättchen der unteren Laubblätter sind eiförmig und die der oberen Laubblätter sind lanzettlich und viel schmaler. Der Blattrand der Fiederblättchen ist stumpf gekerbt. Die grundständigen Blätter sind lang gestielt und zottig.

### Generative Merkmale
Die Blütezeit reicht von Juni bis August. Der doppeldoldige Blütenstand ist 5- bis 15-strahlig. Es sind zahlreiche Hüll- und Hüllchenblätter vorhanden. Die Doldststrahlen sind dick und wie die Blütenstiele mit abstehenden rauen Börstchen besetzt.
Die Döldchen bestehen aus wenigen, kurz gestielten Blüten. Die zwittrige Blüte besitzt eine doppelte Blütenhülle. Die Kronblätter sind weiß und außen oft rötlich. Die äußeren Kronblätter sind vergrößert und tief zweiteilig. Die Kronblätter sind verkehrt herzförmig, außen angedrückt kurzborstig und vorn mit einem kleinen eingeschlagenen Läppchen.
Die scheibenförmigen Früchte sind bei einer Länge bzw. einem Durchmesser von 5 bis 7, selten bis zu 8 Millimeter elliptisch bzw. mehr oder weniger rund. Die Teilfrüchte sind anliegend borstig behaart und besitzen einen verdickten, wulstigen Rand.
Die Chromosomenzahl beträgt 2n = 20.

## Vorkommen
Der Große Zirmet kommt ursprünglich im südlichen und mittleren Europa und östlich bis Aserbaidschan und Iran vor. In Großbritannien ist die Ursprünglichkeit zweifelhaft, in Belgien kommt die Art nur eingeschleppt vor.
In Deutschland ist der Große Zirmet eine einheimische Pflanze, die „vom Aussterben bedroht“ ist. In der Schweiz gilt sie als „potentiell gefährdet“.
Die ökologischen Zeigerwerte nach Landolt et al. 2010 in der Schweiz sind: Feuchtezahl = 2 (mäßig trocken), Reaktionszahl = 4 (neutral bis basisch: pH = 5,5–8,5), Nährstoffzahl = 3 (mäßig nährstoffarm bis mäßig nährstoffreich), Lichtzahl = 3 (halbschattig), Temperaturzahl = 5 (sehr warm-kollin: nur an wärmsten Stellen, Hauptverbreitung in Südeuropa), Kontinentalitätszahl = 2 (subozeanisch).

## Taxonomie
Der Große Zirmet wurde 1753 von Carl von Linné in Species Plantarum Tomus I, S. 240 als Tordylium maximum erstbeschrieben.

## Weitere Illustrationen

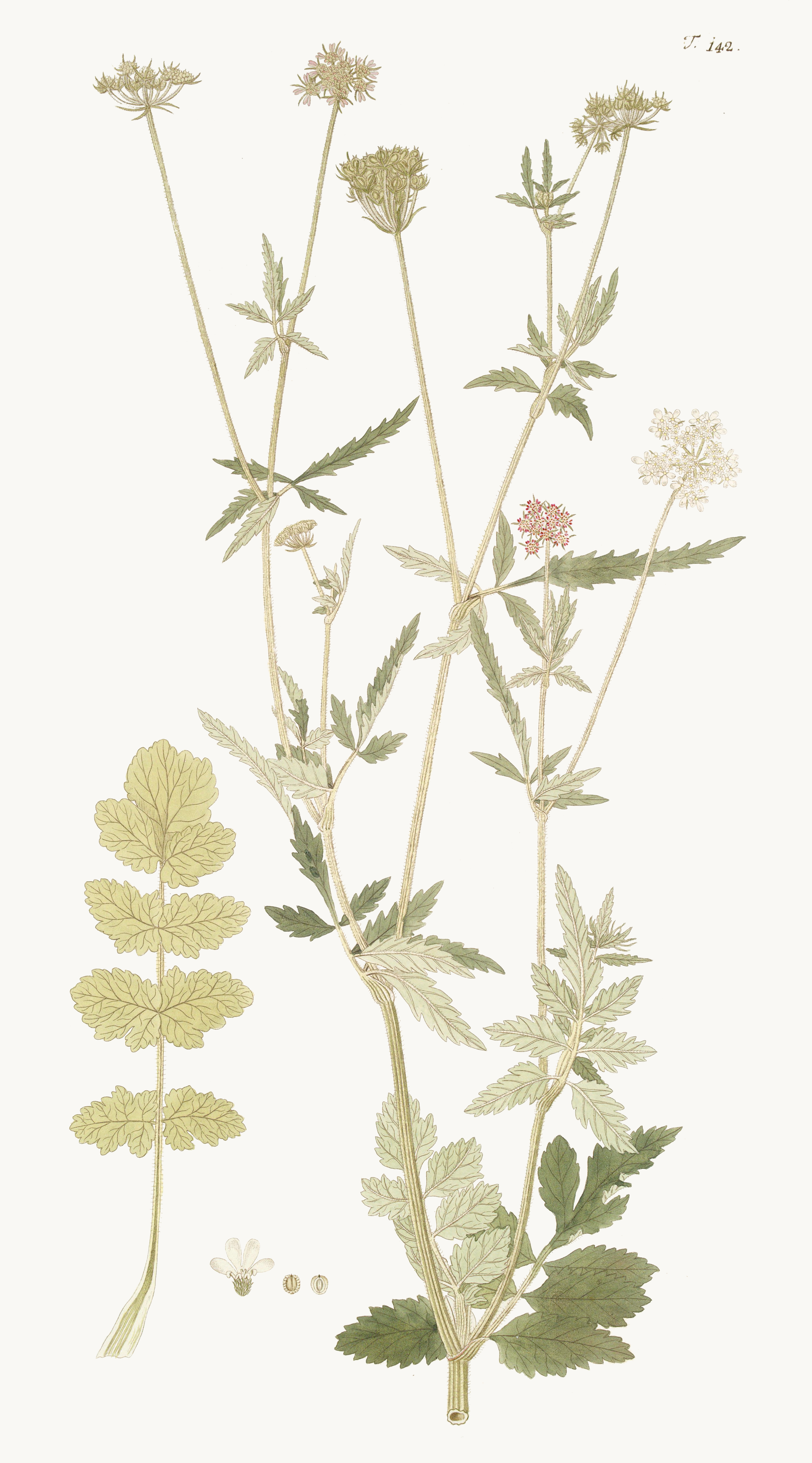
Illustration aus Jacquins Flora Austriaca
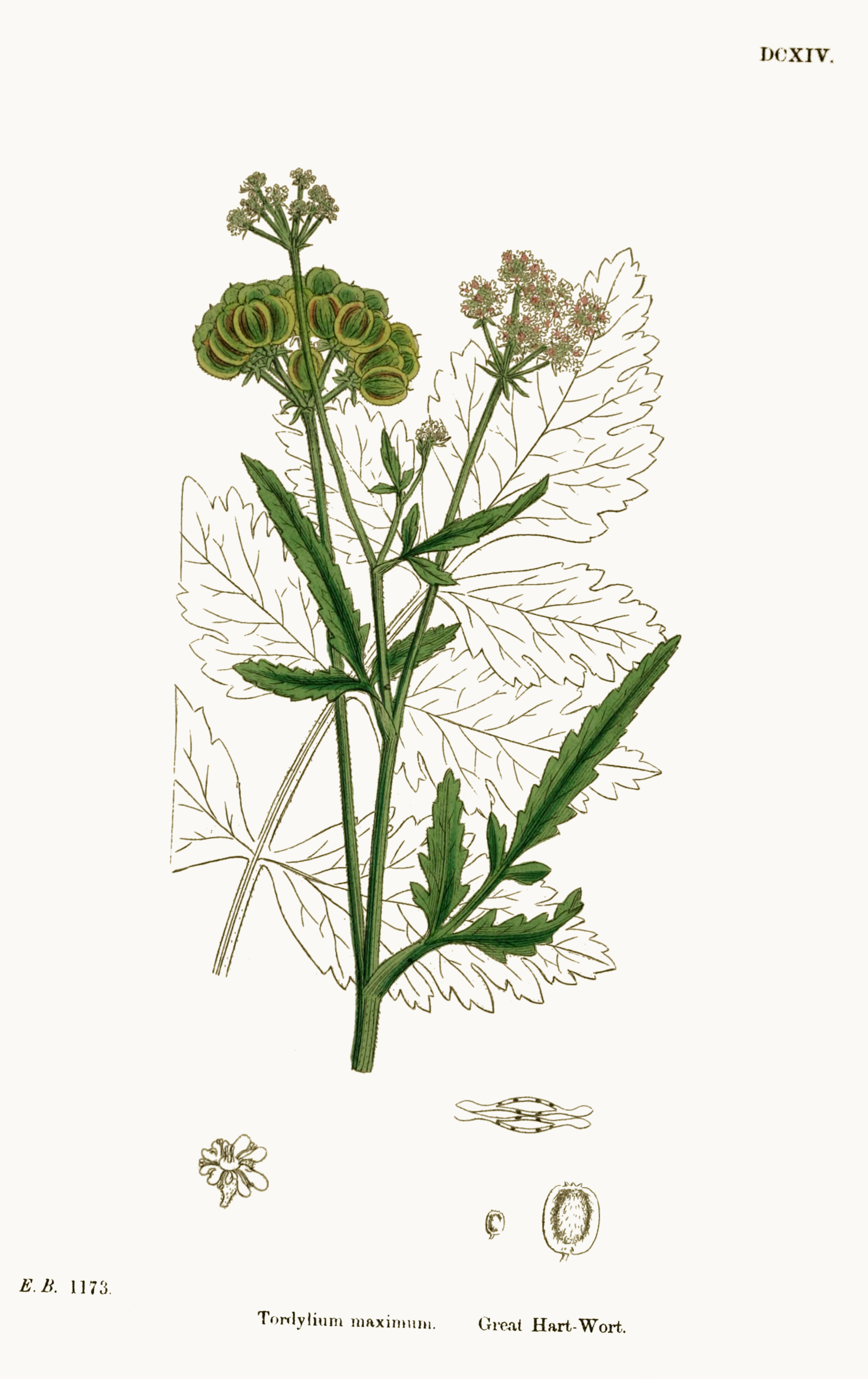
Illustration aus English botany
Illustration aus Hortus Romanus